# Макрей, Стюарт (футболист)
Стю́арт Макре́й (англ. Stuart MacRae; 7  декабря 1855 — 4 марта 1950) — английский футболист, хавбек. Выступал за футбольные клубы «Ноттс Каунти», «Ньюарк Таун» и «Коринтиан», а также за национальную сборную Англии.

## Футбольная карьера
Родился в декабре 1855 года в Бенгальском президентстве (Британская Индия) в семье Дункана Макрея, армейского хирурга Британской армии. Затем его семья вернулась в Великобританию. Стюарт окончил Эдинбургскую академию, где выступал за регбийную команду школы.
Играл за футбольные клубы «Ноттс Каунти», «Ньюарк Таун» и «Коринтиан».
Несмотря на своё шотландское происхождение (он был сыном вождя шотландского клана Макреев), из-за своего рождения в Индии (где работал его отец) Стюарт не мог выступать за сборную Шотландии — по тогдашним правилам за неё могли играть только родившиеся на территории Шотландии. Из-за этого он решил выступать за сборную Англии.
3 февраля 1883 года дебютировал за национальную сборную Англии в матче против сборной Уэльса на стадионе «Сарри Крикет Граунд», в которой англичане одержали победу со счётом 5:0 .
Всего провёл за сборную Англии 5 матчей с февраля 1883 по март 1884 года.

### Список матчей за сборную
| № | Дата            | Стадион                           | Соперник  | Результат | Турнир                                 | Источник |
| - | --------------- | --------------------------------- | --------- | --------- | -------------------------------------- | -------- |
| 1 | 3 февраля 1883  | «Сарри Крикет Граунд», Кеннингтон | Уэльс     | 5:0       | Товарищеский матч                      | [ 4 ]    |
| 2 | 24 февраля 1883 | «Эгберт Крикет Граунд», Ливерпуль | Ирландия  | 5:0       | Товарищеский матч                      | [ 8 ]    |
| 3 | 10 марта 1883   | «Брэмолл Лейн», Шеффилд           | Шотландия | 2:3       | Товарищеский матч                      | [ 9 ]    |
| 4 | 23 февраля 1884 | «Баллинафей Парк», Белфаст        | Ирландия  | 8:1       | Домашний чемпионат Великобритании 1884 | [ 10 ]   |
| 5 | 15 марта 1884   | «Кэткин Парк», Глазго             | Шотландия | 0:1       | Домашний чемпионат Великобритании 1884 | [ 11 ]   |

Итого: 5 матчей / 0 голов; 3 победы, 0 ничьих, 2 поражения.

## Вне футбола
Завершил футбольную карьеру из-за перелома ноги, полученного в игре за «Ньюарк Таун». После этого начал играть в гольф. Был первым президентом и капитаном гольф-клуба «Ньюарк» до 1927 года. Также занимался пивоваренным бизнесом.